# Juliusturmbrücke
Die Juliusturmbrücke ist eine stählerne Balkenbrücke im Berliner Bezirk Spandau über die Havel. Sie verbindet die Ortsteile Spandau und Haselhorst. Benannt wurde sie, wie auch die Straße, die über die Brücke führt, nach dem Juliusturm der Zitadelle Spandau, die sich nördlich des Brückenbauwerkes in Sichtweite befindet.

## Geschichte
Die Brücke entstand 1937–1939, als die 1924 errichtete hölzerne Berliner-Tor-Brücke nach Norden an die frühere Berliner Chaussee verlegt wurde. Nach Umbenennung der darüberführenden Straße in ‚Am Juliusturm‘ erhielt das Bauwerk den heutigen Namen.
Die 104 m lange Brücke führt die Straße Am Juliusturm am Flusskilometer 0,31 über die Havel-Oder-Wasserstraße südlich der Schleuse Spandau. Die durchschnittliche Durchfahrtshöhe für die Schifffahrt beträgt 5,45 m und die Durchfahrtsbreite 50,40 m. Die Fahrbahn ist in sechs Fahrstreifen aufgeteilt, wobei auf der jeweils Äußeren geparkt werden darf. Auf beiden Seiten befinden sich jeweils Geh- und Radwege. Der Mittelstreifen ist rund fünf Meter breit. Westlich der Havel führt der Weg vom Lindenufer zur Schleuse Spandau unter der Brücke hindurch.